# Konrad af Lützelhardt
Konrad von Lützelhardt var markgreve af Ancona i det tysk-romerske rige i det sene 1100-tal. Han stammede fra den kejsertro ministerialefamilie Burg Lützelhardt. Da de sicilianske adelige i 1190 ophævede Tancred af Lecce til konge af kongeriget Sicilien, støttede Konrad i stedet den tysk-romerske kejser Henrik 6.s krav på tronen og indledte en væbnet opstand.